# Lista de deputados estaduais do Piauí da 1.ª legislatura
Esta é a lista de deputados estaduais do Piauí para a legislatura 1947–1951.

## Composição das bancadas
| Partido | Líder           | Bancada | Posição  |
| ------- | --------------- | ------- | -------- |
| PSD     | Milton Brandão  | 17 / 32 | Oposição |
| UDN     | Agenor Almeida  | 14 / 32 | Governo  |
| PTB     | Elias Magalhães | 1 / 32  | Oposição |

## Deputados estaduais
Embora tenha eleito o governador do estado, a UDN ficou em minoria na Assembleia Legislativa do Piauí, encarregada de elaborar a Constituição Estadual de 22 de agosto de 1947. O placar final apontava dezessete cadeiras para o PSD, quatorze para a UDN e uma para o PTB.
| Número | Deputados estaduais eleitos | Partido | Votação | Percentual | Cidade onde nasceu  | Unidade federativa |
| 22263  | Antenor Neiva               | UDN     | 3.744   | 3,48%      | Picos               | Piauí              |
| 22687  | Agenor Almeida              | UDN     | 3.352   | 3,12%      | Palmeirais          | Piauí              |
| 41267  | Moura Santos                | PSD     | 3.118   | 2,90%      | Picos               | Piauí              |
| 41874  | Constantino Pereira         | PSD     | 2.794   | 2,60%      | Pedro Laurentino    | Piauí              |
| 41624  | Antônio Félix de Carvalho   | PSD     | 2.545   | 2,37%      | Luzilândia          | Piauí              |
| 41758  | Edison Ferreira             | PSD     | 2.505   | 2,33%      | São Raimundo Nonato | Piauí              |
| 41832  | Milton Brandão              | PSD     | 2.270   | 2,11%      | Pedro II            | Piauí              |
| 22998  | Agenor Veloso               | UDN     | 2.208   | 2,06%      | Valença do Piauí    | Piauí              |
| 41662  | Alcides Nunes               | PSD     | 2.208   | 2,06%      | Valença do Piauí    | Piauí              |
| 22159  | Lustosa Sobrinho            | UDN     | 2.136   | 1,99%      | Gilbués             | Piauí              |
| 22181  | Hélio Leitão                | UDN     | 2.131   | 1,98%      | Picos               | Piauí              |
| 41618  | Miguel Oliveira             | PSD     | 2.125   | 1,98%      | Parnaíba            | Piauí              |
| 22977  | João Carvalho               | UDN     | 2.019   | 1,88%      | Santana do Cariri   | Ceará              |
| 22866  | Paes Landim                 | UDN     | 1.977   | 1,84%      | São João do Piauí   | Piauí              |
| 41274  | Alberto Monteiro            | PSD     | 1.950   | 1,81%      | Picos               | Piauí              |
| 41147  | Epaminondas Castelo Branco  | PSD     | 1.850   | 1,72%      | Buriti dos Lopes    | Piauí              |
| 41131  | Augusto Paranaguá           | PSD     | 1.848   | 1,72%      | Corrente            | Piauí              |
| 22236  | Orlando Carvalho            | UDN     | 1.823   | 1,69%      | Oeiras              | Piauí              |
| 22906  | José Mendes de Moraes       | UDN     | 1.747   | 1,62%      | Piripiri            | Piauí              |
| 22417  | Mário Raulino               | UDN     | 1.706   | 1,59%      | Altos               | Piauí              |
| 41334  | Otávio Miranda              | PSD     | 1.677   | 1,56%      | Campo Maior         | Piauí              |
| 41448  | Antônio dos Santos Rocha    | PSD     | 1.665   | 1,55%      | Jerumenha           | Piauí              |
| 41461  | Antônio José de Sousa       | PSD     | 1.657   | 1,54%      | Piracuruca          | Piauí              |
| 22799  | Venceslau de Sampaio        | UDN     | 1.598   | 1,49%      | Barras              | Piauí              |
| 22232  | Paulo Salgado               | UDN     | 1.596   | 1,48%      | Campo Maior         | Piauí              |
| 22983  | Milton Cardoso              | UDN     | 1.589   | 1,48%      | União               | Piauí              |
| 22873  | Cícero Rodrigues da Luz     | UDN     | 1.582   | 1,47%      | Altos               | Piauí              |
| 41847  | Humberto Silveira           | PSD     | 1.563   | 1,46%      | Jaicós              | Piauí              |
| 41955  | Miguel Arêa Leão            | PSD     | 1.522   | 1,42%      | São Pedro do Piauí  | Piauí              |
| 41684  | Valdemar Leal               | PSD     | 1.481   | 1,38%      | Nazaré do Piauí     | Piauí              |
| 41978  | José Auto de Abreu          | PSD     | 1.368   | 1,27%      | Teresina            | Piauí              |
| 14219  | Elias Magalhães             | PTB     | 941     | 0,88%      | Oeiras              | Piauí              |